# فرانکو امبروزتی

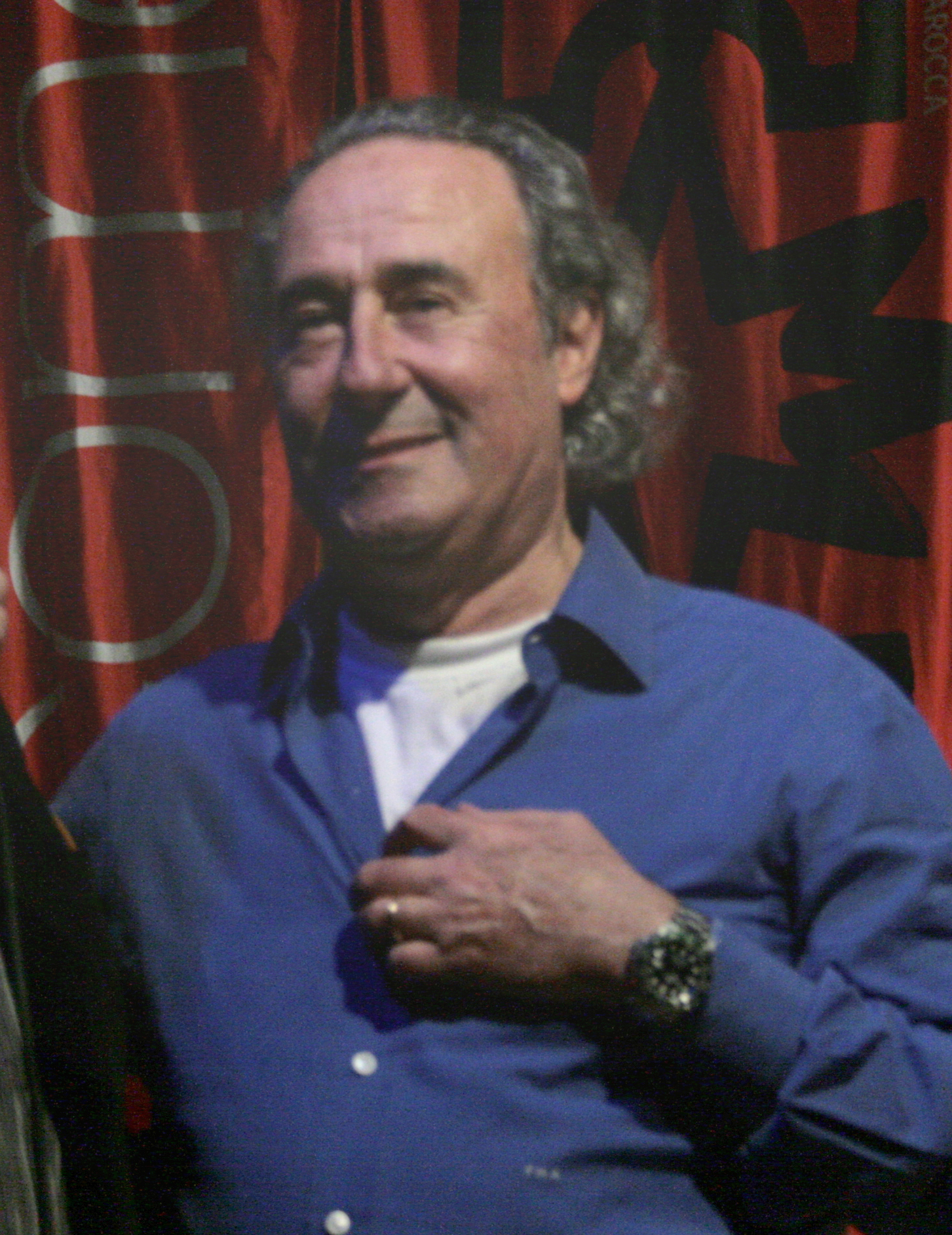
تصویری از فرانکو امبروزتی

فرانکو امبروزتی (انگلیسی: Franco Ambrosetti؛ زادهٔ ۱۰ دسامبر ۱۹۴۱) موسیقی‌دان، آهنگ‌ساز اهل سوئیس است.